# Hummel International
Hummel International A/S é uma empresa fornecedora de materiais desportivos, fundada por Albert Messmer em Hamburgo, Alemanha, em 1923. Atualmente está sediada na Dinamarca.

## História
Fundada na Alemanha em 1923, a empresa foi adquirida por um grupo de jogadores de futebol dinamarqueses na década de 1970, passando a se estabelecer em terras dinamarquesas onde se consolidou. Em seu portfólio, a Hummel tem histórico em times de futebol como Real Madrid (1985 a 1994), Sport Lisboa e Benfica, Tottenham Hotspur, Aston Villa e a Seleção Dinamarquesa de Futebol.
Em 1992 a empresa entrou em processo de concordata e foi vendida a Thor Stadil, e em 1994 a empresa faliu, tendo sido posteriormente retomada por Christian Stadil, filho de Thor.
Com um conceito baseado na filosofia de vida de seu atual proprietário, que o nomeia de Company Karma, a empresa patrocina alguns times que poderiam ser tidos como "de risco" pela maioria das empresas, como a seleção de futebol do Afeganistão e um time na cidade livre de Christiania, além de manter, desde 2010, uma academia de treinamento de futebol em Serra Leoa.
Em Dezembro de 2017, a empresa se tornou a fornecedora de material esportivo da Confederação Brasileira de Handebol em contrato válido até agosto de 2020. O logotipo histórico da Hummel é uma abelha estilizada, já que Hummel é a palavra em alemão para abelha.

## Fornecimento e patrocínio

### Futebol

#### Seleções
- Afeganistão
- Dinamarca
- Gronelândia
- Lituânia
- Porto Rico

#### Clubes
Alemanha
- Babelsberg 1903
- Hertha Zehlendorf
- Köln
- Paderborn
- VfB Lübeck
- Wacker Burghausen
- Weiche Flensburg 08

Argentina
- Chacarita Juniors
- Platense
- Quilmes

Austrália
- Canberra United FC
- Sydney University
- Capital Football

Áustria
- SV Ried

Bielorrússia
- Slutsk

Coréia do Sul
- Jeonbuk Hyundai Motors FC
- Ulsan Hyundai
- Gyeongnam FC
- Suwon FC

Dinamarca
- AaB Aalborg
- Aarhus GF
- Akademisk Boldklub
- AC Horsens
- Boldklubben Frem
- Brabrand IF
- Brøndby IF
- FC Fredericia
- Odense
- SønderjyskE
- Vejle Boldklub

Escócia
- Hearts
- Kilmarnock

Eslováquia
- FK Inter Bratislava
- FK Senica

Espanha
- Celta de Vigo
- Gimnàstic
- Llagostera-Costa Brava
- Málaga
- Real Betis
- Tenerife

Estados Unidos
- Forward Madison

Estônia
- Pärnu JK

França
- Saint-Étienne

Hungria
- Szolnoki MAV FC

Inglaterra
- Braintree Town
- Cambridge United
- Charlton Athletic
- Everton
- Fleetwood Town
- Lewes FC
- Northampton Town
- Southend United
- Sunderland
- Weston-super-Mare AFC

Irlanda do Norte
- Crusaders

Islândia
- Fjölnir
- ÍBV

Japão
- Fukushima United
- Gamba Osaka

Lituânia
- FK Panevėžys

Macedônia do Norte
- FK Vardar

Noruega
- Odd Grenland

Países Baixos
- Go Ahead Eagles

Polônia
- GKS Tychy

Portugal
- Nacional

Sérvia
- FK BSK Borča

Singapura
- Albirex Niigata Singapore FC
- Tampines Rovers

Turquia
- Ankaraspor
- Sivasspor

### Rugby league

#### Seleções
- Brasil